# Operation Pacific
Operation Pacific (prt: Heróis do Pacífico, ou Heróis no Pacífico; bra: Águas Traiçoeiras) é um filme norte-americano de 1951, dos gêneros drama, guerra e ação, dirigido por George Waggner e estrelado por John Wayne e Patricia Neal.

## A produção

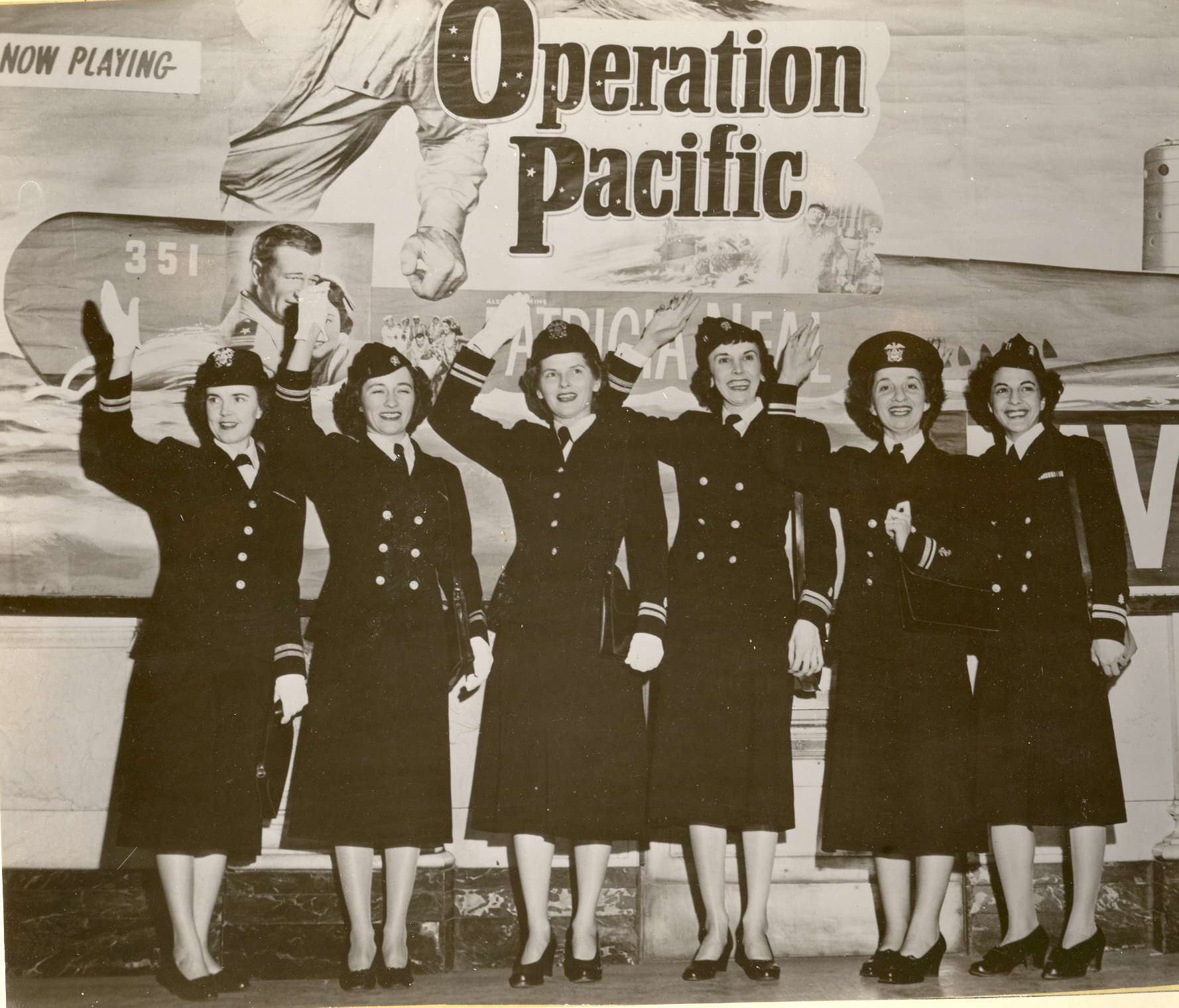
Enfermeiras da Marinha americana na estreia do filme

Apesar de ter o mesmo tema de Destination Tokyo, um dos melhores filmes sobre submarinos na Segunda Guerra Mundial, Operation Pacific não conseguiu dizer com clareza se era um filme de ação ou uma história de amor. Destacam-se as cenas debaixo d'água.
John Wayne e Patricia Neal voltariam a se encontrar em 1965, no similar In Harm's Way.

## Sinopse
Duke Gifford assume o comando do submarinho Thunderfish depois que seu amigo Pop Perry morre. Ele se sente culpado por isto e também pelos problemas que enfrenta em seu casamento com a tenente Mary Stuart. Duke tenta a reconciliação, mas a todo momento surgem empecilhos, dos quais o mais perigoso é uma missão para resgatar um grupo de órfãos das garras dos japoneses em uma ilha do Pacífico.

## Elenco
| Ator/Atriz       | Personagem              |
| ---------------- | ----------------------- |
| John Wayne       | Comandante Duke Gifford |
| Patricia Neal    | Tenente Mary Stuart     |
| Ward Bond        | Comandante Pop Perry    |
| Scott Forbes     | Tenente Larry           |
| Philip Carey     | Tenente Bob Perry       |
| Paul Picerni     | Jonesy                  |
| Kathryn Givney   | Comandante Steele       |
| Martin Milner    | Caldwell                |
| Jack Pennick     | O chefe                 |
| Virginia Brissac | Irmã Anna               |